# Acalypha dikuluwensis
Acalypha dikuluwensis är en törelväxtart som beskrevs av Paul Auguste Duvigneaud och Jeanine Dewit. Acalypha dikuluwensis ingår i släktet akalyfor, och familjen törelväxter. Inga underarter finns listade i Catalogue of Life.